# Rudkî
Rudkî (în ucraineană Рудки) este un oraș raional din raionul Sambir, regiunea Liov, Ucraina. În afara localității principale, nu cuprinde și alte sate.

## Demografie
Componența lingvistică a orașului Rudkî
     Ucraineană (99,29%)
     Alte limbi (0,45%)
Conform recensământului din 2001, majoritatea populației orașului Rudkî era vorbitoare de ucraineană (99,29%), existând în minoritate și vorbitori de alte limbi.